# Riego Abajo
Riego Abajo (en asturiano: Rieguabaxu) es un lugar de la parroquia española de Oviñana, perteneciente al municipio de Cudillero, en la comunidad autónoma de Asturias.

## Historia
Hacia mediados del siglo XIX, el lugar, por entonces perteneciente a la parroquia de Soto de Luiña del municipio de Cudillero, tenía contabilizada una población de 248 habitantes. Aparece descrito en el decimotercer volumen del Diccionario geográfico-estadístico-histórico de España y sus posesiones de Ultramar de Pascual Madoz con las siguientes palabras:

RIEGO-ABAJO: l. en la prov. de Oviedo, ayunt. de Cudillero y felig. de Sta. Maria de Soto de Luiña. sit. en una gran llanada que media entre la ensenada de San Pedro de Boca de Mar y la conocida Concha de Vivigo, y pasa por dicha llanada el camino privincial de la costa con direccion á las alturas, siendo su terreno de buena calidad y muy fértil. prod.: maiz, habas, patatas, escanda y otros frutos. pobl.: 59 vec., 248 almas.
(Madoz, 1849, p. 471)

Riego Abajo fue entidad singular de población de la parroquia de Oviñana hasta 2017, año en que tenía empadronados 233 habitantes, todos ellos en el núcleo de población de ese nombre. Ya no figura ni en el Nomenclátor del Instituto Nacional de Estadística ni en el Nomenclátor de entidades de población de la Sociedad Asturiana de Estudios Económicos e Industriales.